# Neolutosa
Neolutosa is een geslacht van rechtvleugeligen uit de familie Anostostomatidae. De wetenschappelijke naam van dit geslacht is voor het eerst geldig gepubliceerd in 2001 door Gorochov.

## Soorten
Het geslacht Neolutosa omvat de volgende soorten:
- Neolutosa aculeata Gorochov, 2001
- Neolutosa emarginata Gorochov, 2001